# Avenida Jesús Subero
La Avenida El Vea, también denominada Avenida Jesús Subero, es una avenida de la ciudad de El Tigre, Venezuela. Esta avenida es la más larga y es una de las avenidas de El Tigre que conecta con San José de Guanipa. Tiene un recorrido parecido al de La Avenida Francisco de Miranda por que la Avenida Jesús Subero tiene un recorrido Diagonal hacia San José de Guanipa.
La Avenida empieza en el Centro Comercial Urimall y culmina en el Cruce de las avenidas Intercomunal y Fernández Padilla. Es la 7° Más importante de El Tigre. En la Avenida se puede encontrar El Paseo de la Virgen del Valle, La Cárcel de El Tigre, La Otra Ferretería Celma, el Centro Comercial San Remo y La Plaza San José. El nombre de la Avenida hace honor al Fundador de la ciudad, Jesús Subero.